# Adria Airways
Adria Airways (mã IATA: JP; mã ICAO: ADR) là hãng hàng không quốc gia Slovenia, trụ sở tại Ljubljana. Adria Airways có các chuyến bay thường xuyên tới các nước châu Âu và các chuyến bay thuê bao tới vùng Trung Đông. Adria Airways là hội viên vùng của Star Alliance. Hiện nay hãng có 592 nhân viên.

## Lịch sử
Adria Airways được thành lập năm 1961 dưới tên Adria Aviopromet (Adria Airways), hoạt động như một hãng hàng không chở các chuyến thuê bao (charter) bằng 1 máy bay Douglas DC-6. Sau đó hãng mua thêm các máy bay DC-6 từ hãng KLM (Hà Lan). Năm 1968, hãng đổi tên thành Inex-Adria Airways và đưa máy bay phản lực đầu tiên vào sử dụng (loại máy bay Douglas DC-9). Đầu thập niên 1980 Inex-Adria Airways mua loại máy bay Mc Donnell Douglas MD-80 và gia nhập Hiệp hội Vận tải Hàng không Quốc tế (IATA). Phần lớn đội máy bay của hãng được dùng để chở các chuyến thuê bao trong châu Âu. Tháng 11 năm 1983 hãng mở đường bay quốc tế đầu tiên tới Larnaca (Kypros). Tháng 5 năm 1986 hãng lấy lại tên cũ và mua một số máy bay Airbus A320. Năm 1992, sau khi Liên bang Nam Tư tan vỡ, Adria Airways trở thành hãng hàng không quốc gia của Slovenia. Tháng 3 năm 1996, hãng tư nhân hóa một phần. Ngày 18 tháng 11 năm 2004 hãng gia nhập Star Alliance với tư cách hội viên vùng. Năm 2007, Adria Airways đã chở được 1.136.431 khách, đạt được 420.000 euro lợi nhuận [1].

## Đội máy bay
| máy bay     | đang sử dụng | đặt hàng | số chỗ   | điểm đến            |
| ----------- | ------------ | -------- | -------- | ------------------- |
| Airbus A319 | 3            | 0        | 70(0/70) | các nước trung đông |

## Các nơi đến
- Slovenia
  - Ljubljana
- Albania
  - Tirana
- Áo
  - Viên
- Bỉ
  - Brussel
- Bosna và Hercegovina
  - Sarajevo
- Đan Mạch
  - Copenhagen
- Pháp
  - Paris
- Đức
  - Frankfurt
  - München
- Hy Lạp
  - Athena
- Ireland
  - Dublin
- Kosovo
  - Pristina
- Cộng hòa Macedonia
  - Ohrid
  - Skopje
- Montenegro
  - Podgorica
- Hà Lan
  - Amsterdam
- Na Uy
  - Oslo
- Ba Lan
  - Warszawa
- România
  - Bucharest
- Nga
  - Moskva
- Tây Ban Nha
  - Barcelona
- Thụy Điển
  - Stockholm
- Thụy Sĩ
  - Zürich
- Thổ nhĩ Kỳ
  - Istanbul
- Ukraina
  - Kiev
- Anh
  - London
  - Birmingham
  - Manchester